# Agrupació Dramàtica de Barcelona
Agrupació Dramàtica de Barcelona (ADB) fou una agrupació teatral fundada el 1954 per Ferran Soldevila, Lluís Orduna, Pau Garsaball i Frederic Roda com a secció del Cercle Artístic de Sant Lluc, i que funcionava com una companyia independent d'intel·lectuals que vetllaven per a fomentar un teatre nacional català i la promoció d'autors teatrals catalans novells (com Josep Maria Benet i Jornet, Jordi Teixidor, Jaume Melendres, Alexandre Ballester, Ramon Gomis, Rodolf Sirera, Joan Abellan, entre altres), així com obres de teatre d'autors catalans no dramaturgs (Manuel de Pedrolo, Maria Aurèlia Capmany, Salvador Espriu, Joan Oliver) i per a traduir obres d'autors contemporanis europeus (Bertolt Brecht, Jean Anouilh, Eugen Ionescu, Friedrich Dürrenmatt) que es caracteritzaven per la renovació dels plantejaments teatrals.
Entre els col·laboradors hi trobem Josep Maria Flotats, Carlota Soldevila, Jordi Sarsanedas i Albert Boadella, i cal destacar-hi el treball fotogràfic de Pau Barceló i Faix. En el seu si el 1962 es va fundar la companyia Els Joglars. Es va dissoldre el 1963 i el seu testimoni fou recollit, entre altres per l'Escola d'Art Dramàtic Adrià Gual.
També van publicar la col·lecció de llibres de teatre Quaderns de Teatre de l'ADB entre 1959 i fins a la dissolució.